# Eskimantaş, Kozan
Eskimantaş là một xã thuộc huyện Kozan, tỉnh Adana, Thổ Nhĩ Kỳ. Dân số thời điểm năm 2009 là 681 người.